# Gutowo Pomorskie
Gutowo Pomorskie – przystanek kolejowy w Gutowie, w gminie Bartniczka, w powiecie brodnickim, w województwie kujawsko-pomorskim.